# Thomas Christopher Bruun
Thomas Christopher Bruun (2. november 1750 – 24. juni 1834) var en dansk forfatter.
T.C. Bruun var søn af godsforvalter på Gavnø i Sjælland Ivar Bruun (død 1770) og Dorothea (født Demang), datter af major Christopher Demang, blev født på Gavnø, deponerede 1767 fra Herlufsholm, hvis rektor "gjorde sig til af ham for Ven og Uven", og ernærede sig som student så vel som også senere ved information i levende sprog, især fransk og engelsk.

## Karriere
1800 blev han lektor ved seminariet for de lærde skoler, 1802 professor i engelsk ved Københavns Universitet, 1808 sproglærer ved ingeniørkorpsets læreinstitut.
Han havde 1777 indgået ægteskab med Sophia Elisabeth Thoroup, forfatterinde af forskellige i anledning af hofhøjtideligheder skrevne pastoraler og kantater. Hendes fader, Niels Thoroup, var borgmester i Næstved.
Han var kaptajn ved Kongens Livkorps, hvorfra han 1828 fik sin afsked i nåde.
Bruuns forfatterskab er ikke ringe af omfang, men dets litterære betydning er kun lille; alligevel hører Bruuns navn til de bedst kendte blandt det 18. århundredes skribentnavne, fordi enkelte af hans skrifter ved indre egenskaber og deraf fremkaldte ydre forhold var vel egnede til at vække opmærksomhed af en i øjeblikket stærk og i fremtiden varig art.
Bruun kom tidlig ind i litterære forbindelser og var medlem af "Det Norske Selskab", hvor Knud Lyne Rahbek vidner om ham, at "han, den evigunge, var saa aldeles glad uden Drik, at man maaske kunde paastaa, han hele sin Levetid igjennem ikke tilsammen taget har tømt én Flaske Vin eller en daværende Tolvskillingsbolle, og han var dog den gladeste og overgivneste af alle". En lignende betragtning gælder om forholdet mellem Bruuns personlige liv og den frivole eller kyniske ånd i nogle af hans skrifter, for hvilke han ikke uden ret har taget til motto Ovids "Vita verecunda est, Musa jocosa mihi".
Bruun begyndte sin forfatterbane som dramatiker med femaktsskuespillet Den uheldige Lighed eller Kjærligheds og Mistankes Magt, som blev opført i december 1779 og, skønt dets rørelse er svulst og dets sprog bombast, dog oplevede 11 opførelser indtil 1791. I november 1781 spilledes for første gang femaktskomedien Kjærlighed paa Prøve, men drev det kun til 3 forestillinger. Endnu et stykke af Bruun er nået op på teatrets brædder: Femaktsskuespillet Pagten, der 1825 blev udleet og udpebet 3 forestillinger efter hinanden og derpå henlagt som umuligt. Mellemliggende dramatiske Arbejder af Bruun, trykte, men ikke opførte, er Enevoldsregeringen (1811) og Erik Glipping (1816). Han har endvidere for teatret oversat Beaumarchais’s Eugénie 1775.

### Mine fritimer og dommen
1783 udgav Bruun Mine Fritimer eller Fortællinger efter Boccaccio og Lafontaine. Det er versificerede anekdoter, valgte blandt de slibrigste eller saftigste hos de nævnte forfattere, men næsten -- ganske vist imod forfatterens agt -- uskadeliggjorte ved den utålelig brede snakkesalighed, hvormed de genfortælles på slette vers. Alligevel er det et stærkt stykke, når forfatteren i forerindringen til dem siger, at "der ikke i dem alle findes et Ord, som jo i Skjæmt kunde anføres i ethvert anstændigt Selskab", thi hvorledes det end forholder sig med ordene, så er den kyniske tndens helt igennem så ugenert fremtrædende, at der kunne have været grund nok til at skride ind mod det usædelige skrift, når det kun ikke var sket på en så uheldig måde, at forfatteren var bleven martyr og hans bog så efterspurgt, at eksemplarer af den betaltes med indtil 10 rigsdaler.
Enten blev Fritimerne af kancelliet tilstillede den nylig til bispestolen kaldede Nicolai Edinger Balle, for at han skulle afgive en betænkning over indholdet, eller det var biskoppen selv, der af egen drift henledte myndighedernes opmærksomhed på bogen; men hans henstilling gik i ethvert tilfælde ikke ud på andet, end at det skulle pålægges forfatteren at tilbageholde de endnu usolgte eksemplarer; hverken straf eller konfiskation krævede han . Ove Høegh-Guldberg tog imidlertid sagen skrappere og signerede en kabinetsordre til Københavns politimester, hvori det pålagdes ham at konfiskere samtlige eksemplarer samt affordre forfatteren en bøde paa 100 rigsdaler eller i mangel af betaling hensætte ham på vand og brød; "men enten han betaler eller ikke"—hedder det videre -- "da, saasom man maa slutte, at det er et ondt, fordærvet og forargeligt Menneske, ganske ukyndigt i Religion og Kristendom, saa har du at paase, at han møder hos Vores Biskop Balle, hvor han undervises deri i tvende Præsters Nærværelse; og skulde han, som det er at formode, befindes uvidende og ukyndig i samme, da, i Fald ingen af Præsterne vil paatage sig at give ham behørig Undervisning, skal der antages en Skolemester, til hvem han saa længe skal gaa, til han faar den fornødne Kundskab. Skulde han herimod findes uvillig eller stridig, da ville Vi underrettes derom, for at han som et forargeligt og ondt Menneske kan hensættes i Tugt- eller Rasphuset."
Denne tåbelige måde at tage sagen på vakte lige så megen forargelse, som den indbragte regeringen hån og spot og vakte sympati for den, hvem den var rettet imod. Hvorvel Bruun efter sin egen indrømmelse blev "meget honnet begegnet", da han gav møde for at modtage ny kristendomsundervisning—vedhvilken "hans Kundskab blev funden saaledes, at han ikke kunde anses for uoplyst" --, hvilede der dog over den hele foranstaltning et skær af latterlighed, der ikke mindst skadede de verdslige og gejstlige autoriteter.

### Andre skrifter
I senere digtsamlinger og enkelte digte -- Rimerier (1788), Blandinger (1795), Særsynet (1797), Skriftemaalet (1798), Omvendelsen (1799), Sildinger (1811) -- kommer Bruun nu og da atter ind på lascive emner, men fremstillingens trivialitet neutraliserer den betænkelige virkning. Judith eller Bethuliaden (1813) er et længere digt i horrible heksametre, en travesti i fransk eller engelsk smag af den bibelske fortælling. I Bruuns mindre digte, af hvilke en særdeles stor del er lejlighedssange, røber sig derimod jævnlig en mild jovialitet, som endog kan anslå finere stemninger og stundum råder over et uventet ædelt udtryk.
I den litterære Jødefejde, som Thomas Thaarup 1813 fremkaldte ved sin oversættelse af det antisemitiske skrift Moses og Jesus, blev Bruun indblandet, da han til forsvar for sin søn rettede en med ærekrænkende hentydninger spækket pamflet mod Jens Baggesen, betitlet Ikke om Jøderne, men deres Gjenløser, Justitsraaden, og på given anledning fortsatte med brochurerne: End videre om bemeldte Justitsraad, Beretning om Justitsraadens Tilfælde, Sygdom og Hedenfart og Gjenganger-Justitsraadens sidste Besked. I sine hvasse svar karakteriserede Baggesen Bruun som en Digter, der stod i Venus Vulgivagas tjeneste, men hvem han dog ikke vilde frakende "hans umiskjendelige Kald til Digten og den misundelsesværdige Naturevne, han, som Kunstfusker, har misbrugt".
Den litterære frugt af Bruuns lærervirksomhed foreligger i en række franske og engelske grammatikker, stiløvelser og læsebøger.
Hans Samlede poetiske Skrifter udkom i 7 bind 1812-31, hans Samlede prosaiske Skrifter (skuespil og den historiske beretning Toget til Sjælland) 1813. Et udvalg af hans digte udgaves 1834 med hans portræt og selvbiografi, vistnok den korteste i sin art; den er 16 linjer stor og ender med følgende ord af og om forfatteren: "Han besidder ikke Jeghed nok til i levende Live at fremkramme for Publikums Øje sit Levnedsløbs smaalige Begivenheder. De skulle imidlertid omstændeliggjøres efter hans Død, om de maaske da kunne vække nogle deltagende Følelser, som ville fryde hans Skygge." Denne bebudelse er aldrig bleven opfyldt.